# Battaglia di Lincoln (1141)
La battaglia di Lincoln del 1141 o prima battaglia di Lincoln avvenne il 2 febbraio dello stesso anno tra le truppe di Stefano d'Inghilterra e quelle che combattevano a favore di Matilde d'Inghilterra, guidate da Roberto di Gloucester.
La battaglia ebbe esito negativo per Stefano che, sconfitto, fu catturato, imprigionato e deposto per un periodo di circa 6 mesi.

## Nella cultura generale
- La battaglia di Lincoln è descritta nel romanzo I Pilastri della Terra, dello scrittore britannico Ken Follet, ambientato al tempo dell'Anarchia Inglese.